# Angostura engleriana
Angostura engleriana là một loài thực vật có hoa trong họ Cửu lý hương. Loài này được (Taub.) Albuq. mô tả khoa học đầu tiên năm 1981.